# Тобиас, Джордж
Джордж Тобиас (англ. George Tobias; 14 июля 1901 — 27 февраля 1980) — американский характерный актёр театра, кино и телевидения 1920—1970-х годов.
В 1920—1930-е годы Тобиас выступал на Бродвее, а в период 1939—1970-х годов снялся более чем в 60 фильмах. К числу наиболее успешных картин с участием Тобиаса относятся «Ниночка» (1939), «Горбун из Нотр-Дама» (1939), «Ревущие двадцатые» (1939), «Они ехали ночью» (1940), «Сержант Йорк» (1941), «Милдред Пирс» (1945), «Подстава» (1949), «Саутсайд 1-1000» (1950) и «История Гленна Миллера» (1954).
В 1950—1970-е годы у Тобиаса была успешная карьера на телевидении. Американскому телезрителю Тобиас, вероятно, более всего известен по многолетней роли Эбнера Кравеца в ситкоме «Моя жена меня приворожила» (1964—1971). Он также играл постоянные роли в телесериалах «Гудзонов залив» (1959) и «Приключения в раю» (1960—1961).

## Биография
Джордж Тобиас родился 14 июля 1901 года в Нью-Йорке в семье профессиональных актёров идишского театра. Как пишет историк кино Карен Хэннсберри, в раннем возрасте Тобиас влюбился в лошадей, и эту страсть он сохранил на протяжении всей жизни. В 1967 году в интервью журналу «TV Guide» Тобиас вспоминал:

Я помню повозки с лошадьми на Первой авеню, конюшни, конные экипажи. Когда я был ребёнком, то часто привязывал к поясу носок как будто это мой хвост и ползал на коленках под столом, толкал людей и ржал как лошадь. Моя первая работа была на конюшне в школе верховой езды в Бруклине, затем я стал наставником верховой езды в курортной зоне в горах Катскилл, штат Нью-Йорк".

Родители Тобиаса хотели, чтобы их сын избрал для себя карьеру врача, адвоката или торговца, однако этого не произошло. В 1916 году его старший брат Бенджамин, который проходил стажировку в театре «Neighborhood Playhouse» в Нью-Йорке, сообщил Джорджу, что театр ищет актёра на эпизодическую роль в новой постановке под названием «Толпа» (англ. The Mob). Тобиас прошёл прослушивание и в возрасте 15 лет дебютировал на сцене в качестве старого морского капитана.
Набравшись опыта в «Neighborhood Playhouse», Тобиас поступил в нью-йоркский театр «Provincetown Players», сыграв, в частности, памятную роль в спектакле «Волосатая обезьяна» по пьесе Юджина О’Нила. В промежутках между игрой в театре Тобиас занимался различной другой работой, и не столько ради денег, сколько ради повышения своего актёрского мастерства. В 1940 году Тобиас рассказывал: «Я работал в автомастерской, в литейном цехе, на корабле, на фабрике, то есть почти повсюду, потому что хотел стать актёром. Я знал, что выгляжу не очень хорошо для главных ролей, и потому я работал с людьми самых разных национальностей, чтобы научиться их произношению, манере речи и особенностям поведения. Я запомнил их всех. Мои родители считали меня сумасшедшим, когда я брался за тяжёлую работу ради того, чтобы быть актёром. Иногда мне и самому так казалось, но не сейчас».
После нескольких лет в театре «Provincetown Players» Тобиас перебрался на Бродвей, получив роль в комедии Максвелла Андерсона «Какова цена славы?» (1924—1925), которая имела большой успех, выдержав 435 представлений. Во второй половине 1920-х годов Тобиас продолжал играть на бродвейской сцене в таких спектаклях, как «Интернационал» (1928), популярная комедия Роберта Шервуда «Дорога на Рим» (1928—1929, 440 представлений) и «Серый лис» (1928—1929). Затем последовали роли в спектаклях «Теплоход „Гленкерн“» (1929) по пьесе Юджина О’Нила и «Фиеста» (1929).
В начале 1930-х годов Тобиас отметился в постановках прогрессивного нью-йоркского театра «Guild» — «Королева Елизавета» (1930—1931) с Альфредом Лантом и Линн Фонтэнн, а также «Красная ржавчина» (1929—1930) с Франшо Тоуном. В 1934 году Тобиас вступил в «Theater Union», труппу, которая ставила пьесы о рабочем классе, где сыграл классово сознательного моряка в спектакле «Моряки Каттаро» (1934—1935) и американского шахтёра в пьесе «Чёрная яма» (1935). За игру в последнем спектакле один из критиков похвалил актёра, отметив, что он привнёс «столь нужную весёлую нотку в суровую пролетарскую драму».
В ходе дальнейшей бродвейской карьеры Тобиас сыграл в спектаклях «Тропы славы» (1935), «Ад замерзает» (1935—1936), «В звёздах» (1936) и «Хорошая охота» (1938). Как пишет Хэннсберри, «талант Тобиаса ярко проявился в 1936 году, когда он заслужил похвалу критики за создание образа русского балетмейстера в постановке популярной комедии Джорджа Кауфмана и Мосса Харта „Ты не можешь взять это с собой“» (1936—1938, 838 представлений). После этого спектакля Тобиас отыграл два года в популярном мюзикле Коула Портера «Оставь это мне» с Мэри Мартин в главной роли. Много лет спустя Тобиас вернулся на Бродвей, чтобы сыграть в ещё одной музыкальной комедии Коула Портера «Шёлковые чулки» (1955—1956, 478 представлений).

### Кинокарьера
В 1939 году Тобиас получил приглашение от кинокомпании «Metro-Goldwyn-Mayer» на съёмки в криминальной комедии «Ещё один тонкий человек» (1939), третьей картине серии с Уильямом Пауэллом и Мирной Лой в главных ролях. Тобиас говорил: «Я принял предложение, хотя до того я никогда серьёзно не относился к кино. Тем не менее, я подумал, что даже если ничего не получится, то по крайней мере бесплатно прокачусь на западное побережье». Однако в связи с болезнью Пауэлла картина была отложена, а студия предложила Тобиасу поработать в фильмах категории В. Позднее актёр вспоминал: «Я сказал своему агенту, что не думаю, что мне стоит играть в картинах категории В, на что он ответил: „А что не так с фильмами категории В?“ и я сказал, что они не были хороши ни для кого. Он сказал: „Если ты достаточно покажешь себя, то они принесут много хорошего“. Тогда я согласился, так как это могло прокормить как меня, так и агента. И я пошёл в это дело» .
Первой картиной категории В для Тобиаса была комедия «Мэйзи» (1939), которая неожиданно стала хитом студии и успешным камбэком для кинозвезды Энн Сотерн. В том же году Тобиас сыграл в таких удачных фильмах «MGM», как комедия Эрнста Любича «Ниночка» (1939), которая вышла под девизом «Гарбо смеётся!» (в этой картине Тобиас сыграл роль советского визового чиновника), тюремная драма «Они все выходят» (1939), которая стала режиссёрским дебютом Жака Турнёра, и мюзикл «Балалайка» (1939), где Тобиас сыграл бармена русского ресторана.
В 1939 году Тобиас расстался с «Metro-Goldwyn-Mayer» и подписал контракт с «Warner Bros.», начав кинокарьеру, в ходе которой, по словам Хэла Эриксона, «играл всех подряд, от добрых водителей грузовиков до подлых бандитов». В 1940 году Тобиас сыграл на своей новой студии в 10 фильмах. Среди них наиболее заметным был кассово успешный фильм нуар «Они ехали ночью» (1940) с Хамфри Богартом и Джорджем Рафтом, где Тобиас сыграл греческого закупщика. В приключенческой ленте «Выжженная зона» (1940) Тобиас исполнили роль главаря бунтовщиков на банановой плантации в одной из стран Центральной Америки (главные роли в этом фильме сыграли Энн Шеридан и Джеймс Кэгни). Среди картин Тобиаса этого года была также судебная драма «Человек, который говорил слишком много» (1940), которая, по мнению Хэннсберри, была слабым ремейком успешного фильма «Адвокат» (1932), а также посредственная комедия «Вызов всех мужей» (1940). Мелодрама по пьесе Максвелла Андерсона «Дети субботы» (1940) стала первым из семи совместных фильмов Тобиаса с Джоном Гарфилдом, с которым в дальнейшем они станут близкими друзьями.

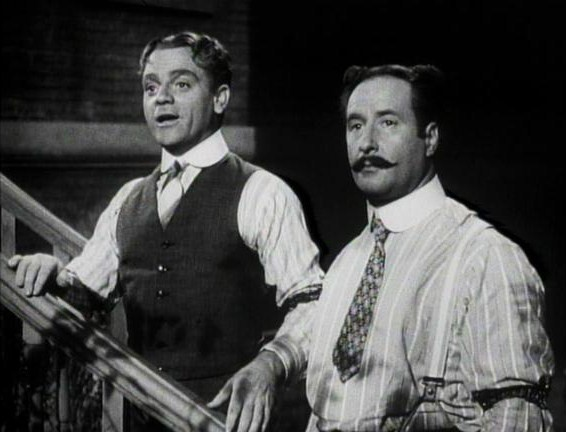
Джеймс Кэгни и Джордж Тобиас в фильме «Клубничная блондинка» (1941)

Как отмечает Хэннсберри, «на протяжении нескольких последующих лет Тобиас продолжал поддерживать лихорадочный съёмочный темп», сыграв разные роли в таких фильмах, как романтическая комедия «Клубничная блондинка» (1941) с Кэгни и Ритой Хейворт, забавная комедия «Невеста наложенным платежом» (1941) с Кэгни и Бетт Дейвис, а также биографическая военная драма «Сержант Йорк» (1941) с Гэри Купером в заглавной роли. Год спустя вышли музыкально-биографическая картина «Янки Дудл Денди» (1942), которая принесла Кэгни «Оскар», театральная комедия «Моя сестра Эйлин» (1942), драма военного времени «Миссия в Москву» (1943) в постановке Майкла Кёртиса, а также военная картина «Капитаны облаков» (1942), где Тобиас сыграл франко-канадского лётчика. В последующие годы памятными картинами стали звёздный музыкальный трибьют военным «Это армия» (1943) и фэнтези-мелодрама «Между двумя мирами» (1944) с Джоном Гарфилдом в главной роли.
Как рассказывал Тобиас, «на студии „Warner Bros.“ у меня было очень много работы, и мне это нравилось. Когда я появился на студии, я сказал, что хочу работать. Они поймали меня на слове. Я брал столько ролей, сколько студия мне предлагала. Я хотел установить рекорд».
Однако уже в 1945—1946 годах Тобиас существенно замедлил темп съёмок, сыграв всего лишь в нескольких картинах, включая фильм нуар «Никто не живёт вечно» (1946). Герой фильма, известный игрок Ник Блейк (Джон Гарфилд) вместе со своим подручным Элом Дойлом (Тобиас) приезжает из Нью-Йорка в Лос-Анджелес, где собирается вытянуть деньги из богатой вдовы Глэдис Хэлворсен (Джеральдин Фицджеральд), однако влюбляется в неё, после чего отказывается от своего плана. Это приводит к похищению Глэдис сообщником Ника (Джордж Кулурис) и кровавой перестрелке в финале. Как отмечает Хэннсберри, «в качестве верного помощника Ника Тобиас успешно соединил свой драматический и комедийный талант, особенно, в сцене, где Эл тонко убеждает своего партнёра объединиться с местными бандитами для раскрутки вдовы». Как далее пишет критик, «хотя Тобиас заслужил хорошие отзывы о своей игре, однако сам фильм в кассовом плане разочаровал».
В 1946 году Тобиас был отдан в аренду студии «MGM» для съёмок в драме «Отважная Бесс» (1946) о службе молодого солдата со своей лошадью во время Второй мировой войны, а затем на студию «RKO» для съёмок в фильме «Синдбад-мореход» (1947) с Дугласом Фэрбенксом-младшим в главной роли. На следующий год Тобиас сыграл в своём последнем фильме по контракту с «Warner Bros.» — биографической драме «Моя дикая ирландская роза» (1947) о жизни композитора Чонси Олкотта. В следующий раз Тобиаса увидели в рутинной романтической мелодраме студии «Eagle-Lion» «Приключения Казановы» (1948) с Артуро де Кордовой в главной роли. Про игру Тобиаса в комедии «Все делают это» (1949) кинокритик «The New York Times» Босли Краузер написал, что он «очень хорош в своей небольшой роли мрачного менеджера».
В 1949 году вышел боксёрский нуар режиссёра Роберта Уайза «Подстава», действие которого происходит в течение одного вечера на боксёрской арене в Парадайз-Сити. В этой картине Тобиас сыграл роль Тайни, скользкого менеджера стареющего боксёра Стокера Томпсона (Роберт Райан). Стокер не знает о том, что Тайни получил откат о местного гангстера в обмен на поражение Стокера в предстоящем поединке. Тренеру боксёра Тайни говорит: «Парень уже продул сотню боёв без посторонней помощи, и она не потребуется ему и сегодня». Однако когда в финале боя становится очевидным, что Стокер побеждает, Тайни рассказывает ему о сделке, предлагая деньги за поражение: «Ты должен проиграть, Стокер, ты должен! Падай от первого сильного удара. И лежи, пролежи весь счёт, и на этом всё закончится». После того, как Стокер отказывается сдавать бой и расправляется со своим соперником, подручные гангстера избивают его, ломая руку, после чего тот вынужден завершить карьеру. Как пишет Хэннсберри, большинство критиков были в восторге от фильма, называя его «настоящим чудом» и «раскалённой мелодрамой», а сегодня «Подстава» считается одним из лучших фильмов о боксе всех времён. Наряду с другими актёрами, Тобиас получил хорошие отзывы за работу в этом фильме, в частности, рецензент «The New York Times» Томас М. Прайор отметил его «точную, убедительную игру».
Год спустя в фильме нуар «Саутсайд 1-1000» (1950) Тобиас сыграл Реджи, члена мощной банды фальшивомонетчиков, в которую федеральному Казначейству удаётся внедрить под прикрытием своего агента Джона Риггса (Дон Дефор). Хотя в финале картины бандиты разоблачают агента, ему удаётся уничтожить главаря банды (Андреа Кинг), которая пыталась сбежать с крупной суммой преступных денег. Как отмечает Хэннсберри, в этой картине «Тобиас в роли бессовестного Реджи создал свой самый отвратительный образ. Его безжалостность наилучшим образом показана в сцене, когда он сопровождает несчастного бизнесмена (Барри Келли) на встречу на верхнем этаже небоскрёба. В коридоре Реджи вместе с другим бандитом выбрасывает бизнесмена из окна, прикрывая ему рот, когда тот начинает кричать, а затем обыденно бросая его шляпу вслед за ним». По мнению киноведа, «хотя критики не обратили особого внимания на этот фильм, беспощадная, бесстрастная игра Тобиаса остается одной из самых незабываемых в его карьере».
По словам Хэннсберри, с началом 1950-х годов кинематографическая деятельность Тобиаса пошла на убыль. Его наиболее значимыми фильмами были кассово успешный вестерн «Десять высоких мужчин» (1951) с Бертом Ланкастером в главной роли, а также вестерн с Тайроном Пауэром «Нападение на почтовую станцию» (1951) в постановке Генри Хэтэуэя. В середине 1950-х годов Тобиас снялся в двух музыкальных биографических картинах — «История Гленна Миллера» (1954) с Джеймсом Стюартом в заглавной роли популярного руководителя оркестра, а также «Семеро маленьких Фоев» (1955), увлекательная музыкальная биография эстрадного артиста Эдди Фоя, роль которого сыграл Боб Хоуп.
В 1955 году Тобиас вернулся на Бродвей, чтобы сыграть комиссара Марковича в музыкальной версии «Ниночки» под названием «Шёлковые чулки», музыку к которой написал Коул Портер. В 1957 году в Голливуде вышел фильм «Шёлковые чулки» с Фредом Астером и Сид Чарисс в главных ролях, в котором Тобиас повторил свою бродвейскую роль. В том же году Тобиас появился в фильме нуар «Порванное платье» (1957) с Джеффом Чандлером в роли беспринципного нью-йоркского криминального адвоката Блейна, который после выигранного процесса в маленьком калифорнийском городке неожиданно сам оказывается подсудимым по обвинению в подкупе присяжной. В этом фильме Тобиас сыграл стареющего комика из Лас-Вегаса Билли Джайлса, которого 10 лет назад Блейн успешно защитил в суде по делу об убийстве жены. Преданно выступая на стороне адвоката, Билли добывает улику, которая подтверждает невиновность Блейна, однако гибнет в автокатастрофе, подстроенной врагами адвоката.
Год спустя Тобис вернулся на свою старую студию «Warner Bros.» для съёмок в мелодраме «Марджори Морнингстар» (1958) с Натали Вуд в заглавной роли, однако, по словам Хэннсберри, к этому времени Тобиас всё более разочаровывался переменами в Голливуде, появившись в очередной раз на экране лишь пять лет спустя". В интервью репортёру «Los Angeles Times» Дону Алперту Тобиас заявил: «Я более не влюблён. Любовь ушла, вы понимаете? Это моя профессия, и я просто выполняю свою работу. Я вам скажу, что сейчас не так. Что не так со всеми видами искусств — ушли великие. Где вы сейчас найдёте Уоллеса Бири? А Чарли Чаплина? Бэрримора и Гейбла?» Кроме того, по словам Хэннсберри, «Тобиас критически воспринял импровизационную методику игры, которая в тот момент завладела Голливудом, назвав её „одним из величайших преступлений“». По его словам, раньше «можно было расслабиться и спокойно работать, все были счастливы. Если не получался первый дубль, делали второй, и третий и четвёртый. Сегодня же всё слишком лихорадочно».
После двухлетней работы на телевидении Тобиас вернулся на большой экран с комедией «Новый тип любви» (1963), которая, по словам Хэннсберри, «откровенно разочаровала, несмотря на звёздный актёрский состав, включавший Пола Ньюмана, Джоан Вудворд и Тельму Риттер». Год спустя Тобиас сыграл в вестерне «Пуля для негодяя» (1964) с Оди Мёрфи и в слабой криминальной драме «Кошмар на солнце» (1964), «значимой только тем, что это был продюсерский и режиссёрский дебют опытного актёра Марка Лоуренса». Двумя годами позднее, во время работы в телесериале «Моя жена меня приворожила» Тобиас успел сыграть в популярной комедии «MGM» «Лодка со стеклянным дном» (1966) с Дорис Дэй и на «Warner Bros.» в «ужасной шпионской комедии» «Финкс» (1970), где в камео-ролях появилось целое созвездие голливудских звёзд.

### Карьера на телевидении
Тобиас дебютировал на телеэкране в 1955 году в ситкоме «Освободите место для папочки», за которым последовали гостевые роли в сериалах «Кульминация» (1957), «Телефонное время» (1957), «Письмо к Лоретте» (1958) и «Сансет-Стрип, 77» (1958—1960, 2 эпизода). В 1958—1959 годах Тобиас снимался в постоянной роли в 32 эпизодах телесериала-вестерна «Гудзонов залив» (1959), действие которого происходит в Канаде.

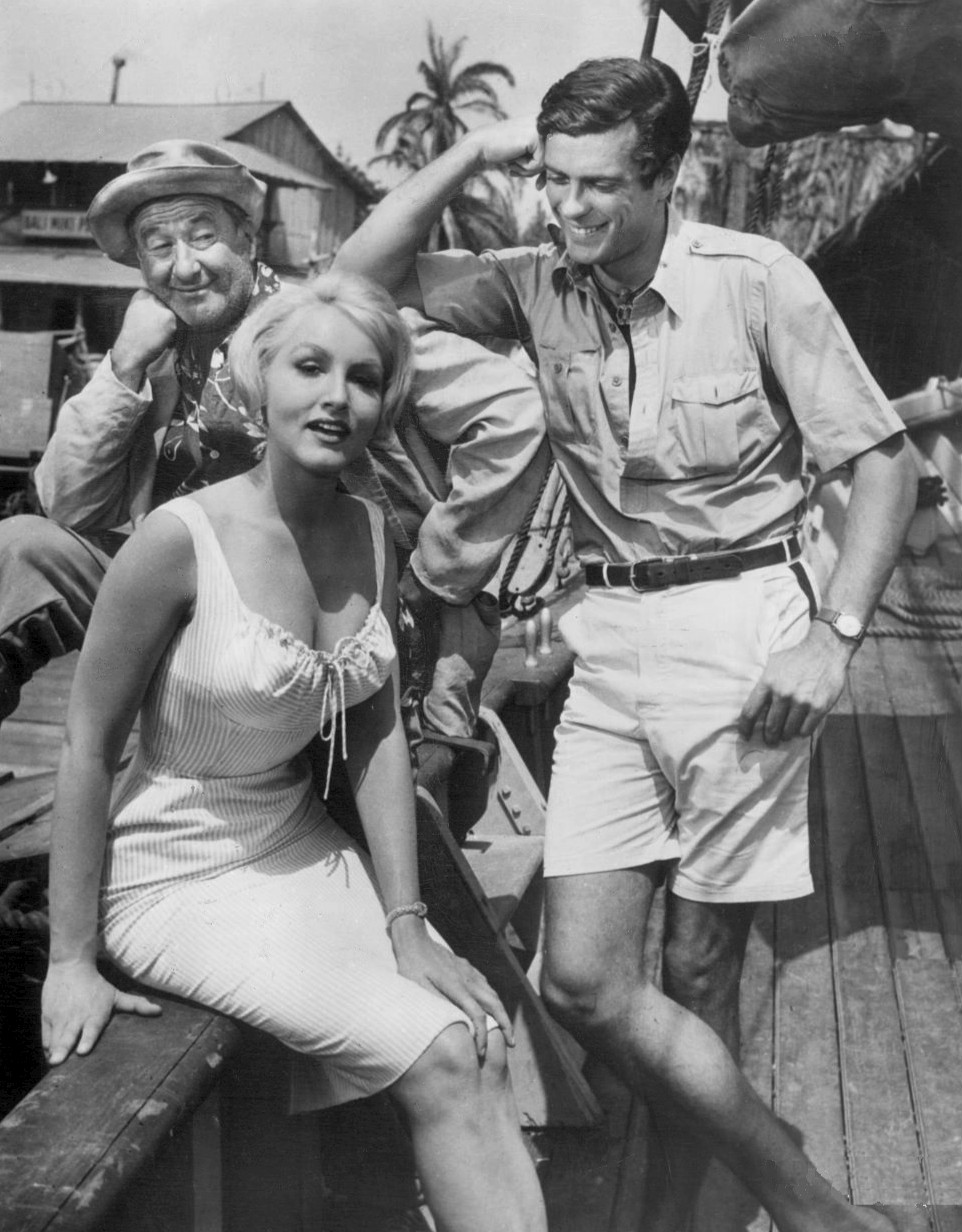
Джордж Тобиас, Джули Ньюмар и Гарднер Маккей в телесериале «Приключения в раю» (1960)

В 1959 году Тобиас получил роль торговца Пенроуза в популярном приключенческом телесериале «АВС» «Приключения в раю» (1960—1961), действие которого происходит в южных широтах Тихого океана. Сыграв в течение двух лет в 11 эпизодах этого сериала, актёр одновременно успел появиться в качестве гостевой звезды в сериалах «Ларами» (1960), «Помощник маршала» (1960), «Бунтарь» (1960), «Неприкасаемые» (1961) и некоторых других.
Однако, как отмечают критики, самой известной работой Тобиаса стала роль Эбнера Кравеца в ситкоме «Моя жена меня приворожила» о современной доброй ведьме по имени Саманта (Элизабет Монтгомери). В этом сериале Тобиас предстал в образе курящего трубку, многострадального терпеливого мужа соседки Саманты, который постоянно выслушивал разглагольствования своей шумной жены о том, что происходило у соседей. «Моя жена меня приворожила» был одним из самых популярных ситкомов своего времени, он транслировался в эфире с сентября 1964 по июль 1972 года. За это время вышло 254 эпизода сериала, и в 55 из них сыграл Тобиас.
В эти годы Тобиас появлялся также в таких популярных телешоу, как «Перри Мейсон» (1964), «Агенты А. Н. К. Л.» (1967), «Мэнникс» (1970), «Уолтоны» (1972—1973) и «Старски и Хатч» (1976). В 1977 году Тобиас в качестве гостевой звезды повторил свою роль в спин-оффе сериала «Моя жена меня приворожила» под названием «Табита», в центре которого была повзрослевшая дочь Саманты. Это была последняя актёрская работа Тобиаса.

### Личная жизнь
Как пишет Эриксон, «хотя Тобиас часто играл забитых мужей, в реальности он всю жизнь был холостяком». По словам Хэннсберри, вне экрана Тобиас заслужил в Голливуде репутацию «последнего из холостяков старого времени». В своём типичном шутливом тоне Тобиас рассказывал о себе: «Сначала я был слишком беден. Затем я пережил период, когда был слишком занят, а теперь я слишком богат. Не поймите меня неправильно, я не женоненавистник. Для меня дружба — это самая великая вещь на свете, и если я женюсь на девушке, я потеряю друга… Во всех своих фильмах я ни разу не получал девушку, и они никогда не получали меня. Ни на экране, ни вне его, я никогда не попадался».
После завершения актёрской карьеры Тобиас провёл остаток жизни на отделённом ранчо, расположенном в 135 милях от Голливуда. Тобиас говорил: «У меня есть ранчо, лошади и ружья. Когда я спускаюсь по дороге поздно вечером и мои собаки лают, всё так мило и мирно. Я знаю, что там нет никого, кто скажет: „Ты опоздал!“ или „Где ты был?“ Я брошу в камин полено и разожгу трубку, и, Боже, это чудесно. Люди говорят, что я одинок, но я самый счастливый парень в мире».
Одно из последних появлений Тобиаса на публике состоялось осенью 1979 года, когда он сыграл в турнире по гольфу в Калабасасе, Калифорния. К этому времени он уже боролся с раком.

### Смерть
Джордж Тобиас умер 27 февраля 1980 года от рака мочевого пузыря в медицинском центре «Седарс-Синай» в Лос-Анджелесе.

## Актёрское амплуа и оценка творчества
Хэл Эриксон[кто?] назвал Тобиаса актёром, «средним по внешним данным, но намного выше среднего по таланту». В кино Тобиас проявил себя как исключительно многогранный актёр, ещё в самом начале карьеры заявив, что «не будет типичным». Он говорил, что хотя в некоторых фильмах будет носить усы, а в других — бороду, «всё равно это будет Тобиас во всех этих ролях. Но я хочу их сыграть так, чтобы люди меня не узнали, сыграть так, чтобы они думали, что я кто-то другой». Тобиас играл в самых разных жанрах, включая комедии, драмы и мюзиклы, специализируясь «на ролях симпатичных, но порой не слишком умных приятелей главного героя, хотя диапазон его ролей включал также и злодеев, и представителей различных национальностей».
В годы работы в кино Тобиас был партнёром таких звёзд как Джеймс Кэгни (они сыграли вместе в 8 фильмах), Джон Гарфилд (они сыграли вместе в 7 фильмах), Хамфри Богарт, Джеймс Стюарт и Гэри Купер, а также Грета Гарбо, Рита Хейворт, Джоан Кроуфорд, Энн Шеридан и многие другие.
Однако, как отмечает Хэннсберри, «несмотря на кинокарьеру, которая охватила пять десятилетий и включала роли более чем в 60 фильмах, Джордж Тобиас более всего известен современной публике как комично-сдержанный Эбнер Кравец, курящий трубку, многострадальный муж в популярном телесериале „Моя жена меня приворожила“, где он играл в 1969—1971 годах».

## Фильмография
| Год       |     | Русское название                          | Оригинальное название                  | Роль                                              |
| --------- | --- | ----------------------------------------- | -------------------------------------- | ------------------------------------------------- |
| 1927      | ф   | Сумасшедший                               | The Lunatic                            |                                                   |
| 1939      | ф   | Да, дорогая дочь                          | Yes, My Darling Daughter               | докер (в титрах не указан)                        |
| 1939      | ф   | Ревущие двадцатые                         | The Roaring Twenties                   | солдат в американском бараке (в титрах не указан) |
| 1939      | ф   | Ниночка                                   | Ninotchka                              | русский визовый чиновник (в титрах не указан)     |
| 1939      | ф   | Мэйзи                                     | Maisie                                 | Рико                                              |
| 1939      | ф   | Они все выходят                           | They All Come Out                      | Слоппи Джо                                        |
| 1939      | ф   | Балалайка                                 | Balalaika                              | Сласки, бармен                                    |
| 1939      | ф   | Горбун из Нотр-Дама                       | The Hunchback of Notre Dame            | нищий                                             |
| 1940      | ф   | Музыка в моём сердце                      | Music in My Heart                      | Саша                                              |
| 1940      | ф   | Дети субботы                              | Saturday's Children                    | Герберт Смит                                      |
| 1940      | ф   | Выжженная зона                            | Torrid Zone                            | Розарио                                           |
| 1940      | ф   | Человек, который слишком много говорил    | The Man Who Talked Too Much            | слизняк «Нырок» Макнатт                           |
| 1940      | ф   | Они ехали ночью                           | They Drive by Night                    | Джордж Рондолос                                   |
| 1940      | ф   | Конец реки                                | River's End                            | Эндрю (Энди) Дижон                                |
| 1940      | кор | Барон и роза                              | The Baron and the Rose                 | Генри Стигел                                      |
| 1940      | ф   | Вызывая всех мужей                        | Calling All Husbands                   | Оскар Армстронг                                   |
| 1940      | ф   | Завоевать город                           | City for Conquest                      | Пинки                                             |
| 1940      | ф   | К востоку от реки                         | East of the River                      | Тони Скадуто                                      |
| 1940      | ф   | К югу от Суэца                            | South of Suez                          | Эли Снедекер                                      |
| 1941      | ф   | Клубничная блондинка                      | The Strawberry Blonde                  | Николас Паппалас                                  |
| 1941      | ф   | Искренне ваш                              | Affectionately Yours                   | паша                                              |
| 1941      | ф   | Берег в тумане                            | Out of the Fog                         | Игорь Пропоткин                                   |
| 1941      | ф   | Сержант Йорк                              | Sergeant York                          | «Пушер» Росс                                      |
| 1941      | ф   | Невеста наложенным платежом               | The Bride Came C.O.D.                  | Пиви                                              |
| 1941      | кор | Танки идут                                | The Tanks Are Coming                   | Маловски                                          |
| 1942      | ф   | Капитаны облаков                          | Captains of the Clouds                 | Блимп Лебек                                       |
| 1942      | ф   | Янки Дудл Денди                           | Yankee Doodle Dandy                    | Дитц                                              |
| 1942      | ф   | Девушка из дансинга                       | Juke Girl                              | Ник Гаркос                                        |
| 1942      | ф   | Крылья орла                               | Wings for the Eagle                    | Джейк Хансо                                       |
| 1942      | ф   | Моя сестра Эйлин                          | My Sister Eileen                       | Аппополос                                         |
| 1943      | ф   | Военно-воздушные силы                     | Air Force                              | помощник капитана                                 |
| 1943      | ф   | Миссия в Москву                           | Mission to Moscow                      | Фредди                                            |
| 1943      | ф   | Это армия                                 | This Is the Army                       | Макси Твардофски                                  |
| 1943      | ф   | Благодари судьбу                          | Thank Your Lucky Stars                 | Джордж Тобиас                                     |
| 1944      | ф   | Путь в Марсель                            | Passage to Marseille                   | Пети                                              |
| 1944      | ф   | Между двух миров                          | Between Two Worlds                     | Пит Мьюзик                                        |
| 1944      | ф   | Убери свою кровать                        | Make Your Own Bed                      | Борис Финилайз                                    |
| 1945      | ф   | Цель — Бирма                              | Objective, Burma!                      | капрал Гэбби Гордон                               |
| 1945      | ф   | Милдред Пирс                              | Mildred Pierce                         | мистер Крис (в титрах не указан)                  |
| 1946      | ф   | Её тип мужчины                            | Her Kind of Man                        | Джо Марино                                        |
| 1946      | ф   | Никто не вечен                            | Nobody Lives Forever                   | Эл Дойл                                           |
| 1946      | ф   | Отважная Бесс                             | Gallant Bess                           | Лаг Джонсон                                       |
| 1947      | ф   | Синдбад-мореход                           | Sinbad, the Sailor                     | Аббу                                              |
| 1947      | ф   | Моя дикая ирландская роза                 | My Wild Irish Rose                     | Ник Пополис                                       |
| 1948      | ф   | Судья развлекается                        | The Judge Steps Out                    | Майк                                              |
| 1948      | ф   | Приключения Казановы                      | Adventures of Casanova                 | Якопо                                             |
| 1949      | ф   | Подстава                                  | The Set-Up                             | Тайни                                             |
| 1949      | ф   | Все делают это                            | Everybody Does It                      | Росси                                             |
| 1950      | ф   | Саутсайд 1-1000                           | Southside 1-1000                       | Реджи                                             |
| 1951      | ф   | Нападение на почтовую станцию             | Rawhide                                | Грэтц                                             |
| 1951      | ф   | Ренегат Марк                              | The Mark of the Renegade               | капитан Бардозо                                   |
| 1951      | ф   | Красный сокол                             | The Magic Carpet                       | Раци                                              |
| 1951      | ф   | Десять высоких мужчин                     | Ten Tall Men                           | Лондос                                            |
| 1952      | ф   | Погоня в пустыне                          | Desert Pursuit                         | Газили                                            |
| 1953      | ф   | История Гленна Миллера                    | The Glenn Miller Story                 | Сай Скрибман                                      |
| 1954—1955 | с   | Наша мисс Брукс                           | Our Miss Brooks                        | разные роли, 3 эпизода                            |
| 1955      | ф   | Семеро маленьких Фоев                     | The Seven Little Foys                  | Борни Грин                                        |
| 1955      | с   | Освободите место для папочки              | Make Room for Daddy                    | 1 эпизод                                          |
| 1957      | ф   | Порванное платье                          | The Tattered Dress                     | Билли Джайлс                                      |
| 1957      | ф   | Шелковые чулки                            | Silk Stockings                         | Василий Маркович                                  |
| 1957      | с   | Кульминация                               | Climax!                                | 1 эпизод                                          |
| 1957      | с   | Телефонное время                          | Telephone Time                         | 1 эпизод                                          |
| 1958      | ф   | Марджори Морнингстар                      | Marjorie Morningstar                   | Максвелл Грич                                     |
| 1958      | с   | Первая студия                             | Studio One                             | 1 эпизод                                          |
| 1958      | с   | Письмо к Лоретте                          | Letter to Loretta                      | 1 эпизод                                          |
| 1958—1960 | с   | Сансет-Стрип, 77                          | 77 Sunset Strip                        | 2 эпизода                                         |
| 1959      | с   | Гудзонов залив                            | Hudson's Bay                           | Пьер Фалькон, 32 эпизода                          |
| 1960      | с   | Помощник маршала                          | The Deputy                             | 1 эпизод                                          |
| 1960      | с   | Ларами                                    | Laramie                                | 1 эпизод                                          |
| 1960      | с   | Бунтарь                                   | The Rebel                              | 1 эпизод                                          |
| 1960      | с   | Ангел                                     | Angel                                  | 1 эпизод                                          |
| 1960      | с   | Натянутый канат                           | Tightrope                              | 1 эпизод                                          |
| 1960      | с   | Сухопутный маршрут                        | Overland Trail                         | 1 эпизод                                          |
| 1960—1961 | с   | Приключения в раю                         | Adventures in Paradise                 | торговец Пенроуз, 11 эпизодов                     |
| 1961      | с   | Неприкасаемые                             | The Untouchables                       | 1 эпизод                                          |
| 1961      | с   | Одна счастливая семья                     | One Happy Family                       | 1 эпизод                                          |
| 1961      | с   | День игры                                 | Playdate                               | 1 эпизод                                          |
| 1962      | с   | Сэм Бенедикт                              | Sam Benedict                           | 1 эпизод                                          |
| 1963      | ф   | Новый вид любви                           | A New Kind of Love                     | Джо Бергнер                                       |
| 1963      | с   | Я Диккенс, он Фенстер                     | I'm Dickens, He's Fenster              | 1 эпизод                                          |
| 1963      | с   | Настоящие Маккой                          | The Real McCoys                        | 1 эпизод                                          |
| 1963      | с   | Дни в долине смерти                       | Death Valley Days                      | 1 эпизод                                          |
| 1963      | с   | Глинис                                    | Glynis                                 | 1 эпизод                                          |
| 1964      | ф   | Пуля для негодяя                          | Bullet for a Badman                    | Диггс                                             |
| 1964      | с   | Перри Мейсон                              | Perry Mason                            | 1 эпизод                                          |
| 1964      | с   | Боб Хоуп представляет театр от «Крайслер» | Bob Hope Presents the Chrysler Theatre | 1 эпизод                                          |
| 1964—1971 | с   | Моя жена меня приворожила                 | Bewitched                              | Эбнер Кравец, 54 эпизода                          |
| 1965      | ф   | Кошмар на солнце                          | Nightmare in the Sun                   | Гидеон                                            |
| 1966      | ф   | Лодка со стеклянным дном                  | The Glass Bottom Boat                  | мистер Фенимор                                    |
| 1967      | с   | Агенты А.Н.К.Л.                           | The Man from U.N.C.L.E.                | 1 эпизод                                          |
| 1969      | с   | Любовь по-американски                     | Love, American Style                   | 1 эпизод                                          |
| 1970      | ф   | Финкс                                     | The Phynx                              | Маркевич                                          |
| 1970      | ф   | Тора! Тора! Тора!                         | Tora! Tora! Tora!                      | капитан на взлётной полосе (в титрах не указан)   |
| 1970      | с   | Менникс                                   | Mannix                                 | 1 эпизод                                          |
| 1972—1976 | с   | Медицинский центр                         | Medical Center                         | разные роли, 4 эпизода                            |
| 1972—1973 | с   | Уолтоны                                   | The Waltons                            | Вернон Ратли, 3 эпизода                           |
| 1973      | с   | Интуиция                                  | Insight                                | 1 эпизод                                          |
| 1976      | с   | Старски и Хатч                            | Starsky and Hutch                      | 1 эпизод                                          |
| 1977      | с   | Подмена                                   | Switch                                 | 1 эпизод                                          |
| 1977      | с   | Табита                                    | Tabitha                                | 1 эпизод                                          |